# Agapetes
Agapetes, biljni rod iz porodice vrjesovki, raširen po tropskoj i suptropskoj Aziji i otocima jugozapadnog Pacifika. Pripada mu preko stotinu vrsta

## Vrste
1. Agapetes aborensis  Airy Shaw
2. Agapetes acuminata  D.Don ex G.Don
3. Agapetes adenobotrys  Airy Shaw
4. Agapetes affinis  (Griff.) Airy Shaw
5. Agapetes angulata  (Griff.) Benth. & Hook.f.
6. Agapetes angustifolia  (Knagg) Airy Shaw
7. Agapetes anonyma  Airy Shaw
8. Agapetes arunachalensis  D.Banik & Sanjappa
9. Agapetes atrosanguinea  Airy Shaw
10. Agapetes auriculata  (Griff.) Benth. & Hook.f.
11. Agapetes bhareliana  (Airy Shaw) D.Banik & Sanjappa
12. Agapetes bhutanica  N.P.Balakr. & Sud.Chowdhury
13. Agapetes borii  Airy Shaw
14. Agapetes brachypoda  Airy Shaw
15. Agapetes bracteata  Hook.f. ex C.B.Clarke
16. Agapetes brandisiana  W.E.Evans
17. Agapetes brevicuspis  Sleumer
18. Agapetes brevipedicellata  Y.H.Tan & S.S.Zhou
19. Agapetes buxifolia  Nutt. ex Hook.f.
20. Agapetes camelliifolia  S.H.Huang
21. Agapetes campanulata  (Kurz) C.B.Clarke
22. Agapetes cauliflora  Merr.
23. Agapetes chapaensis  Dop
24. Agapetes ciliata  S.H.Huang
25. Agapetes dalaiensis  D.Banik & Sanjappa
26. Agapetes discolor  C.B.Clarke
27. Agapetes dispar  Airy Shaw
28. Agapetes epacridea  Airy Shaw
29. Agapetes fasciculiflora  Airy Shaw
30. Agapetes filicicola  Sleumer
31. Agapetes flava  (Hook.f.) Sleumer
32. Agapetes forrestii  W.E.Evans
33. Agapetes graciliflora  R.C.Fang
34. Agapetes griffithii  C.B.Clarke
35. Agapetes guangxiensis  D.Fang
36. Agapetes haemantha  Airy Shaw
37. Agapetes hillii  Brandis
38. Agapetes hookeri  (C.B.Clarke) Sleumer
39. Agapetes hosseana  Diels
40. Agapetes hyalocheilos  Airy Shaw
41. Agapetes incurvata  (Griff.) Sleumer
42. Agapetes inopinata  Airy Shaw
43. Agapetes interdicta  (Hand.-Mazz.) Sleumer
44. Agapetes intermedia  (J.J.Sm.) Becc. ex J.J.Sm.
45. Agapetes kanjilalii  Das
46. Agapetes kingdonis  Airy Shaw
47. Agapetes lacei  Craib
48. Agapetes leiocarpa  S.H.Huang
49. Agapetes leptantha  (Miq.) Nied.
50. Agapetes leucocarpa  S.H.Huang
51. Agapetes linearifolia  C.B.Clarke
52. Agapetes listeri  (King ex C.B.Clarke) Sleumer
53. Agapetes lobbii  C.B.Clarke
54. Agapetes loranthiflora  D.Don ex G.Don
55. Agapetes macrantha  (Hook.) Benth. & Hook.f.
56. Agapetes macrostemon  (Kurz) C.B.Clarke
57. Agapetes malipoensis  S.H.Huang
58. Agapetes mannii  Hemsl.
59. Agapetes marginata  Dunn
60. Agapetes medogensis  S.H.Huang
61. Agapetes megacarpa  W.W.Sm.
62. Agapetes microphylla  Jungh.
63. Agapetes miniata  (Griff.) Benth. & Hook.f.
64. Agapetes miranda  Airy Shaw
65. Agapetes mitrarioides  Hook.f. ex C.B.Clarke
66. Agapetes mondangensis  H.Li
67. Agapetes moorei  Hemsl.
68. Agapetes nana  (Griff.) Benth. & Hook.f.
69. Agapetes neriifolia  (King & Prain) Airy Shaw
70. Agapetes nutans  Dunn
71. Agapetes nuttallii  C.B.Clarke
72. Agapetes oblonga  Craib
73. Agapetes obovata  (Wight) Benth. & Hook.f.
74. Agapetes obtusata  Sleumer
75. Agapetes odontocera  (Wight) Benth. & Hook.f.
76. Agapetes oxycoccoides  J.Murata, Nob.Tanaka & Ohi-Toma
77. Agapetes pachyacme  Airy Shaw
78. Agapetes parishii  C.B.Clarke
79. Agapetes pensilis  Airy Shaw
80. Agapetes pentastigma  J.Murata, Nob.Tanaka & H.Murata
81. Agapetes polyantha  (Miq.) Nied.
82. Agapetes pottingeri  Prain
83. Agapetes praeclara  Marquand
84. Agapetes praestigiosa  Airy Shaw
85. Agapetes pseudogriffithii  Airy Shaw
86. Agapetes pubiflora  Airy Shaw
87. Agapetes putaoensis  Y.H.Tong & N.H.Xia
88. Agapetes pyrolifolia  Airy Shaw
89. Agapetes queenslandica  Domin
90. Agapetes refracta  Airy Shaw
91. Agapetes rosea  Jungh.
92. Agapetes rubrobracteata  R.C.Fang & S.H.Huang
93. Agapetes rubropedicellata  P.F.Stevens
94. Agapetes salicifolia  C.B.Clarke
95. Agapetes saligna  (Hook.f.) Hook.f.
96. Agapetes saxicola  Craib ex Kerr
97. Agapetes scortechinii  (King & Gamble) Sleumer
98. Agapetes serpens  (Wight) Sleumer
99. Agapetes setigera  D.Don ex G.Don
100. Agapetes siangensis  D.Banik & Sanjappa
101. Agapetes sikkimensis  Airy Shaw
102. Agapetes smithiana  Sleumer
103. Agapetes spissa  Airy Shaw
104. Agapetes spissiformis  Airy Shaw
105. Agapetes subansirica  G.D.Pal & Thoth.
106. Agapetes subsessilifolia  S.H.Huang, H.Sun & Z.K.Zhou
107. Agapetes subvinacea  Airy Shaw
108. Agapetes thailandica  Watthana
109. Agapetes toppinii  Airy Shaw
110. Agapetes trianguli  Airy Shaw
111. Agapetes variegata  (Roxb.) D.Don ex G.Don
112. Agapetes velutina  Guillaumin
113. Agapetes vernayana  Merr.
114. Agapetes viridiflora  (Schltr.) Sleumer
115. Agapetes wardii  W.W.Sm.
116. Agapetes xiana  Y.H.Tong